# Paratemnoides redikorzevi
Paratemnoides redikorzevi es una especie de arácnido del orden Pseudoscorpionida de la familia Atemnidae.

## Distribución geográfica
Se encuentra en Vietnam y Tailandia.